# Frithiof Holmgren (ingenjör)
Frithiof Frithiofsson Holmgren, född 14 april 1884 i Uppsala, död 4 juli 1965 i Stockholm, var en svensk elektrotekniker.
Frithiof Holmgren var son till Frithiof och Ann Margret Holmgren samt bror till Israel Björn, Torsten och Gunnar Holmgren. Han avlade mogenhetsexamen i Gävle 1901, genomgick därefter Tekniska högskolans fackavdelning för elektroteknik och blev civilingenjör 1905. Han fortsatte sina elektrotekniska studier vid Technische Hochschule, Berlin-Charlottenburg 1905–1906, varefter han 1907–1908 var anställd som ingenjör vid AEG i Berlin, där han projekterade järnvägselektrifieringar bland annat för Italien och Spanien, vid Maschinenfabrik Oerlikons offertavdelning i Schweiz 1908–1910 och vid Siemens-Schuckertwerkes bankraftavdelning 1910–1911. 1911–1913 var Holmgren elektroingenjör och maskiningenjör vid Saltsjöbanan, vars elektrifiering han ledde. Han var ingenjör vid Elektriska prövningsanstalten i Stockholm 1913–1915 och 1915–1928 var han delägare och en av cheferna där. 1931–1936 var Holmgren sekreterare och ombudsman i Svenska studiekommissionen för svetsningsfrågor. Han var litteraturgranskare vid Ingenjörsvetenskapsakademien 1929–1936 och utgav 1931–1936 Svenskt tekniskt kartotek. Under 1940-talet gjorde Holmgren sig känd som referent av aktuell teknisk periodisk litteratur, särskilt i radio och i Teknisk Tidskrift